# 張鈍
張鈍（1445年—？年），字壽夫，陝西西安府長安縣人，明朝政治人物。

## 生平
治《春秋》，由縣學增廣生中式陝西鄉試第十名舉人，會試中式第一百九十名，成化二年丙戌科第二甲第九十四名進士。

## 家族
行三，曾祖張在中；祖張潤芳，正科 贈給事中；父張璿，工科左給事中；母馬氏（□□人）。具慶下，妻楊氏，兄鉉（監生）；鈜，弟鍰；鉼；錞；鎬；鏐；鐩；釪；鎮。